# Залежність маса — світність
Залежність маса — світність — співвідношення між масою M і світністю L зорі головної послідовності, яке зазвичай представляють у вигляді ступеневой залежності L ∝ M з певним показником ступеня a. Цей показник ступеня не є універсальним уздовж всієї головної послідовності і зберігає більш-менш стале значення лише в обмеженому діапазоні мас. Зазвичай 1 < a < 6. Значення a = 3,5 зазвичай застосовується для зір головної послідовності з масами 2 M⊙ < M < 20 M⊙ (формула непридатна для червоних гігантів або білих карликів). [джерело?].
Для різних діапазонів мас зір залежність маса-світність виглядає так:
{\displaystyle {\frac {L}{L_{\odot }}}\approx 0.23\left({\frac {M}{M_{\odot }}}\right)^{2.3}\qquad (M<0.43M_{\odot })}
{\displaystyle {\frac {L}{L_{\odot }}}=\left({\frac {M}{M_{\odot }}}\right)^{4}\qquad \qquad (0.43M_{\odot }<M<2M_{\odot })}
{\displaystyle {\frac {L}{L_{\odot }}}\approx 1.5\left({\frac {M}{M_{\odot }}}\right)^{3.5}\qquad (2M_{\odot }<M<20M_{\odot })}
{\displaystyle {\frac {L}{L_{\odot }}}\approx 3200{\frac {M}{M_{\odot }}}\qquad \qquad (M>20M_{\odot })}[відсутнє в джерелі]
Для зір із масами менше 0,43 M⊙ основним механізмом перенесення є конвекція, що значно змінює співвідношення. Для зір із масами, що перевищують 10 M⊙, показник залежності зменшується й вона наближається до теоретично передбаченої L ∝ M3. Можна показати, що ця зміна залежності виникає завдяки збільшенню тиску випромінювання у масивних зорях.
Ці рівняння отримані емпірично на основі мас зір у подвійних системах, відстань до яких відомо з вимірювань паралаксів або з інших методів[джерело?]. При нанесенні даних про досить велику кількість зір на графік із логарифмічним масштабом осей точки утворюють лінію, нахил якої показує величину a.
Залежність маса—світність може бути використана для визначення часу життя зорі, який приблизно пропорційний відношенню M/L.